# Theodor Stroefer
Theodor Stroefer (auch Ströfer; * 27. März 1843 in Pyrmont; † 9. Juli 1927 in Nürnberg) war ein deutscher Verleger.

## Leben

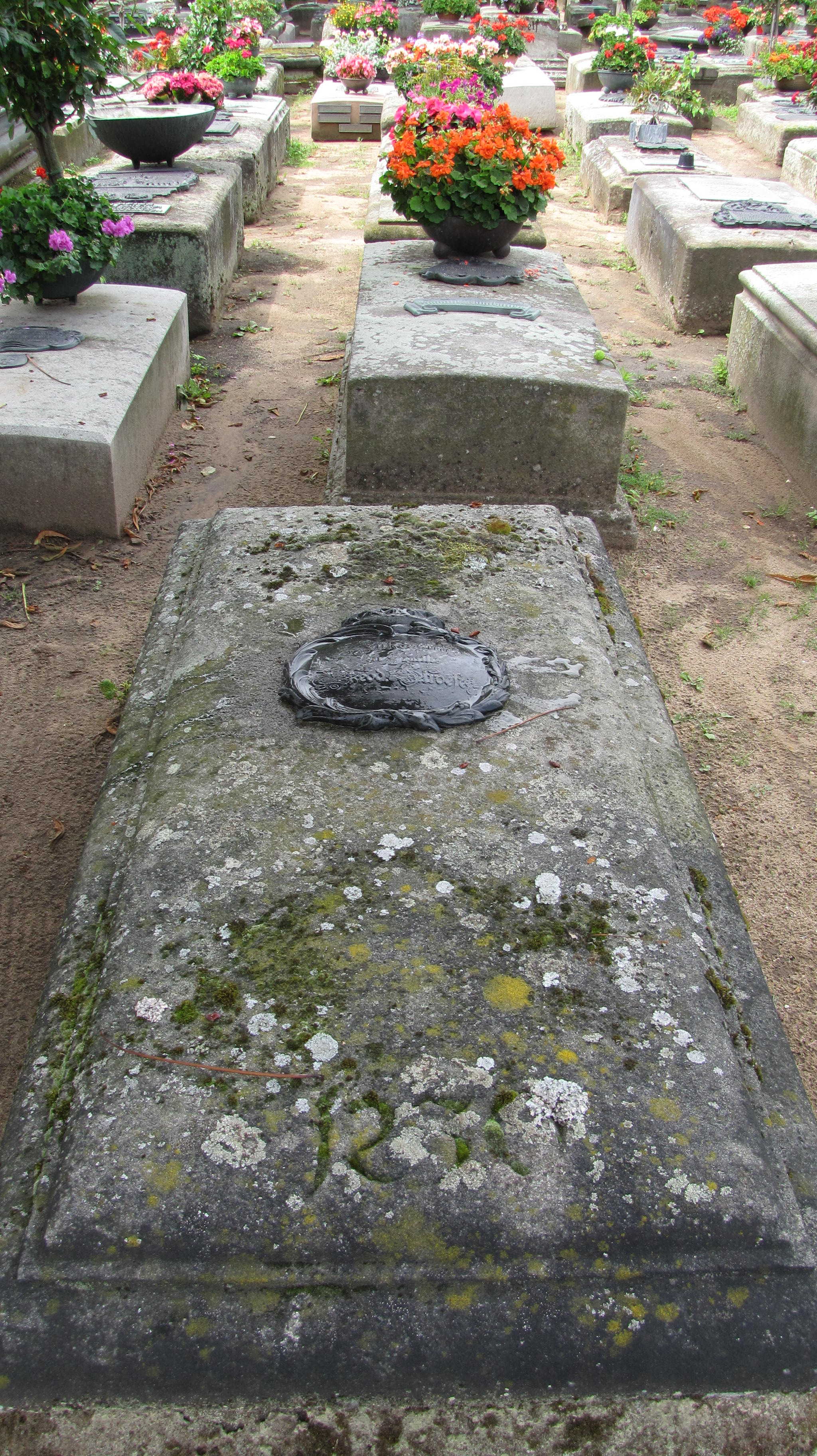
Familiengrab Theodor Stroefers auf dem Nürnberger Johannisfriedhof

Stroefer erlernte den Beruf eines Verlagskaufmannes bei Friedrich Bruckmann in München. 1866 wurde er von Bruckmann nach New York City gesandt, um hier am Broadway eine Handelsagentur aufzubauen. Er ex- und importierte Bilder, Bildbände, Alben, Kupferstiche und Fotografien. 1871 tat er sich mit dem aus Frankfurt (Oder) nach New York eingewanderten Georg Kirchner zusammen und firmierte nun als Stroefer & Kirchner. Diese Firma war außer in New York auch in London (Rathbone Place) und in Berlin (Dönhoffplatz) registriert. 
1876 kehrte Stroefer nach Deutschland zurück und eröffnete in München in der Schwanthalerstraße 34 eine Niederlassung von Stroefer & Kirchner. Eines der ersten Projekte war die Ausgabe von Viola Tricolor von Franz Graf von Pocci. Schon im Jahr darauf teilten Stroefer und Kirchner das Unternehmen: Stroefer war nun unter der Firma Theo. Stroefer’s Kunstverlag allein für das europäische Geschäft verantwortlich und Kirchner unter der Firma Geo. Kirchner & Co. für Nordamerika.
1893 verlegte Stroefer den Sitz des Kunstverlags nach Nürnberg und intensivierte seine Zusammenarbeit mit der Kunstanstalt für graphische Reproductionen von Ernst Nister (1842–1909). 
Stroefer starb 1927 und wurde auf dem Nürnberger Johannisfriedhof (Grabstätte I / 1230) beigesetzt. Aus seiner Ehe hinterließ er mehrere Kinder.

## Theo. Stroefer’s Kunstverlag
Das Verlagsprogramm war breit gefächert. Am bekanntesten und prägend für die Zeit von 1876 bis 1890 waren die Prachtbände, zunächst Goethes Faust (1876), dann Schillers Das Lied von der Glocke, jeweils opulent mit Zeichnungen von Alexander von Liezen-Mayer und Ornamenten von Rudolf von Seitz ausgestattet, sowie Schillers Wilhelm Tell, mit zehn photographischen Lichtdrucken und 16 Holzschnitten von Friedrich Schwörer (1879). 1888 erschien Das Lob des tugendsamen Weibes mit einem Text von Karl von Gerok und Illustrationen (30 Compositionen, ausgeführt in 8 Heliogravuren und 22 Tondruckbildern) von Ludwig von Kramer.

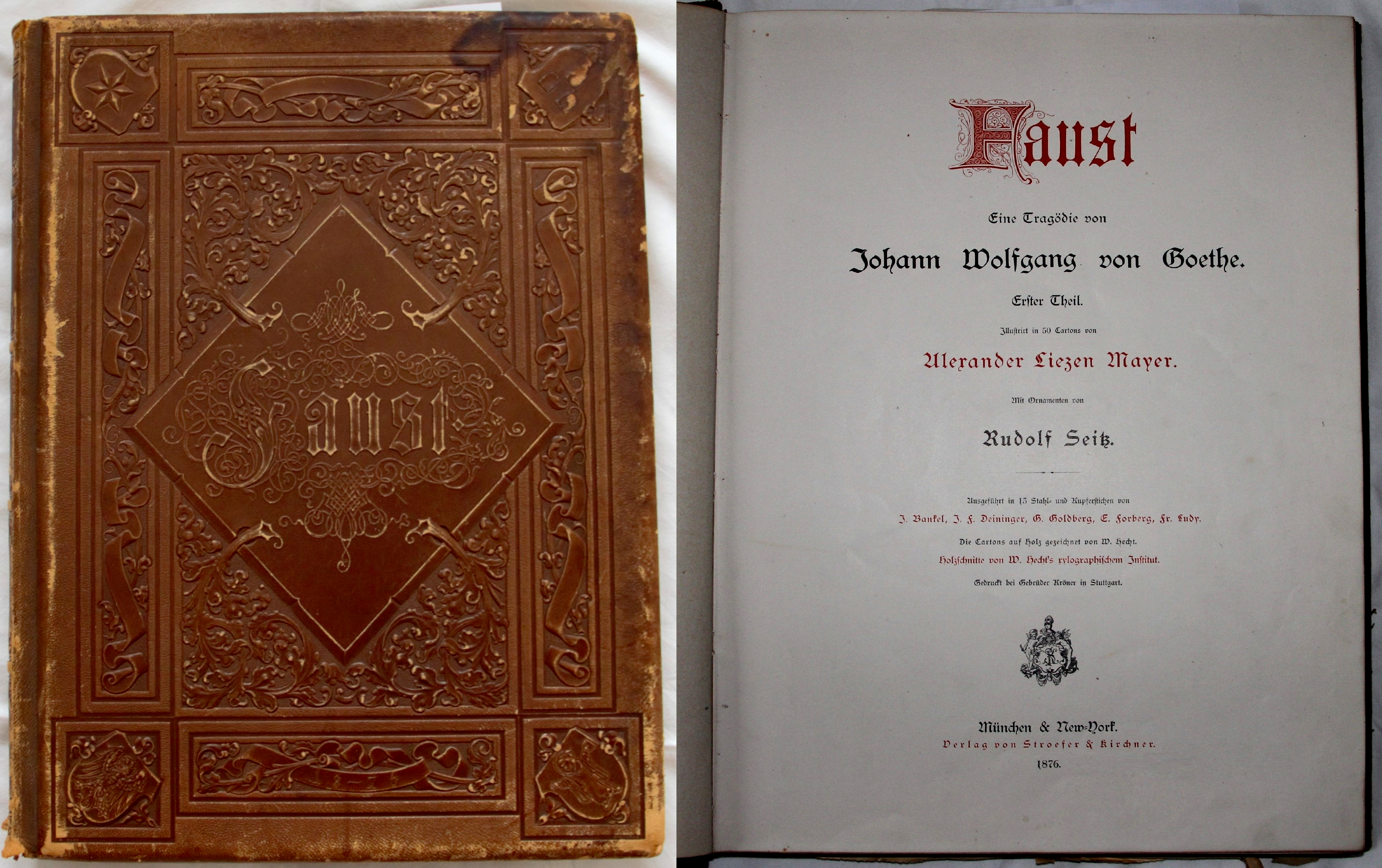
Umschlag und erste Seite des 1876 erschienenen Buches Faust, Teil I von Johann Wolfgang von Goethe, dekoriert von Rudolf Seitz, herausgegeben von Stroefer & Kirchner, große deutsche Auflage: 51x38 cm, im Tamoikin Art Fund
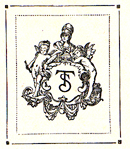
Signet des Kunstverlags
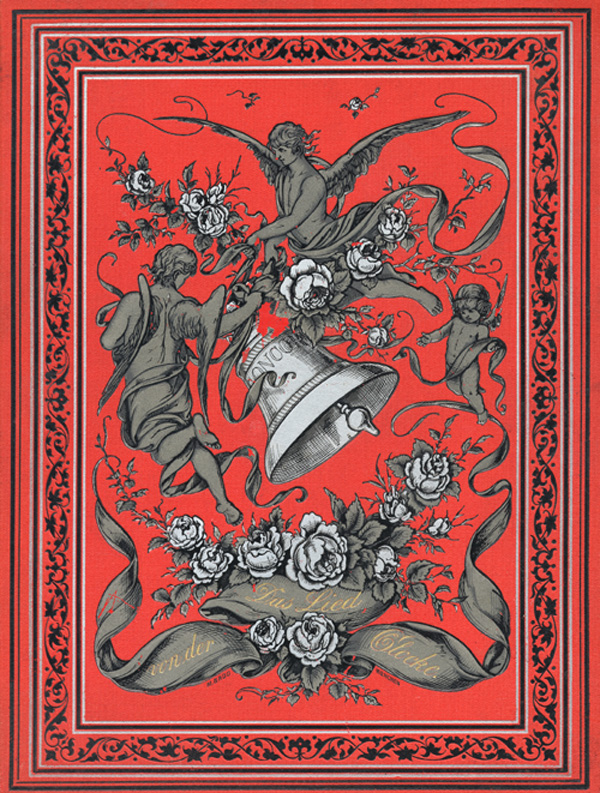
Das Lied von der Glocke, Einband
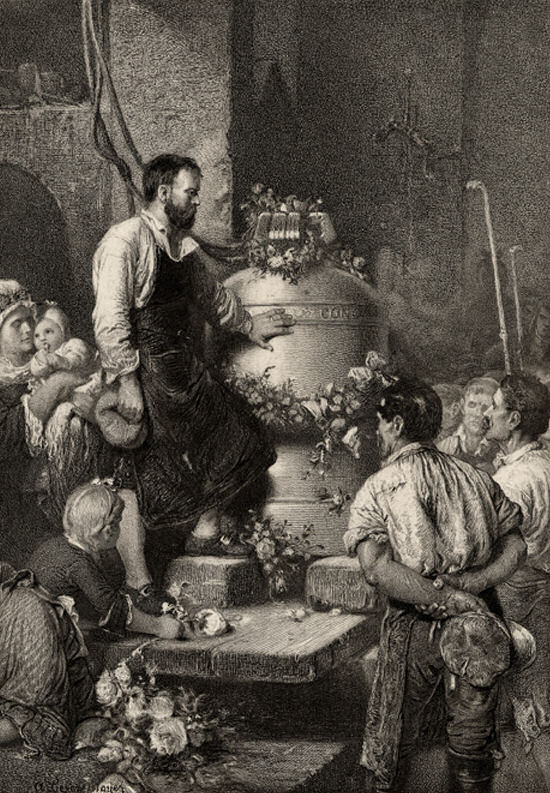
Concordia soll ihr Name sein
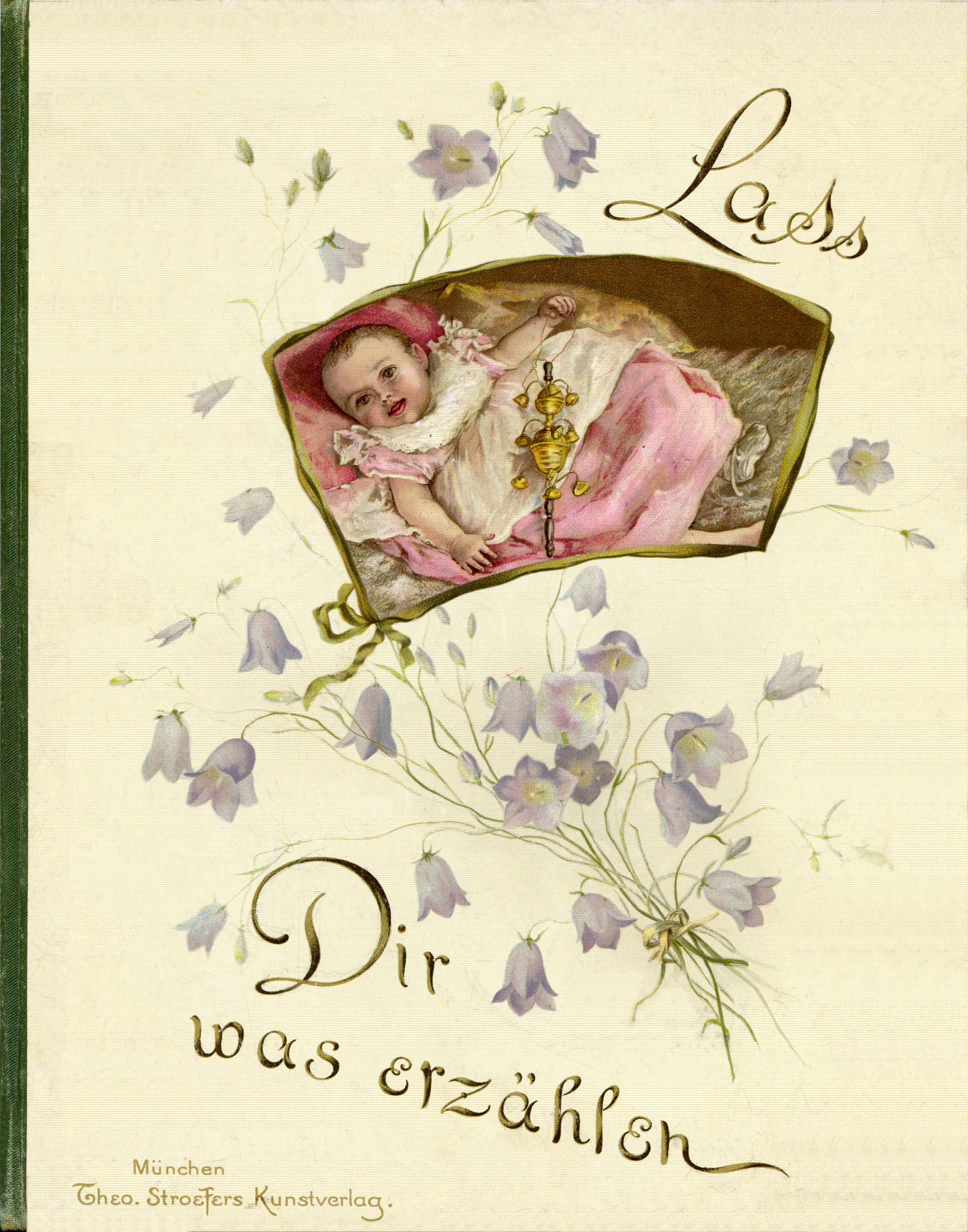
Lass dir was erzählen

Einen großen Teil des Programms umfassten künstlerisch ausgestattete Kinderbücher, für die oft Ernst Nister in Großbritannien die Vorlagen aussuchte. 1880 erschienen bei Stroefer die deutschen Erstausgaben von Kate Greenaways Geburtstagsbuch für Kinder und Am Fenster, womit zugleich ihre Fotolithografien nach Deutschland kamen. Die deutsche Übersetzung von Am Fenster schuf Käthe Freiligrath-Kroeker, die in London lebende Tochter von Ferdinand Freiligrath. Eine Übersicht des Verlagsangebots an Kinder- und Jugendbüchern zum Weihnachtsfest 1894 beschließen Westermanns Monatshefte mit der Bewertung: „Der Verlag von Theodor Stroefer in Nürnberg hat es sich wirklich angelegen sein lassen, eine große Auswahl von sinnigen und geschmackvollen Festgeschenken zur Verfügung zu stellen.“ Stroefer entwickelte sich um die Wende vom 19. zum 20. Jahrhundert im Bereich Kinderbuch „zu einer der führenden Firmen der Branche“. Zu den Autorinnen zählte Ottilie Schwahn, die hier zwischen 1889 und 1903 22 Bände veröffentlichte.

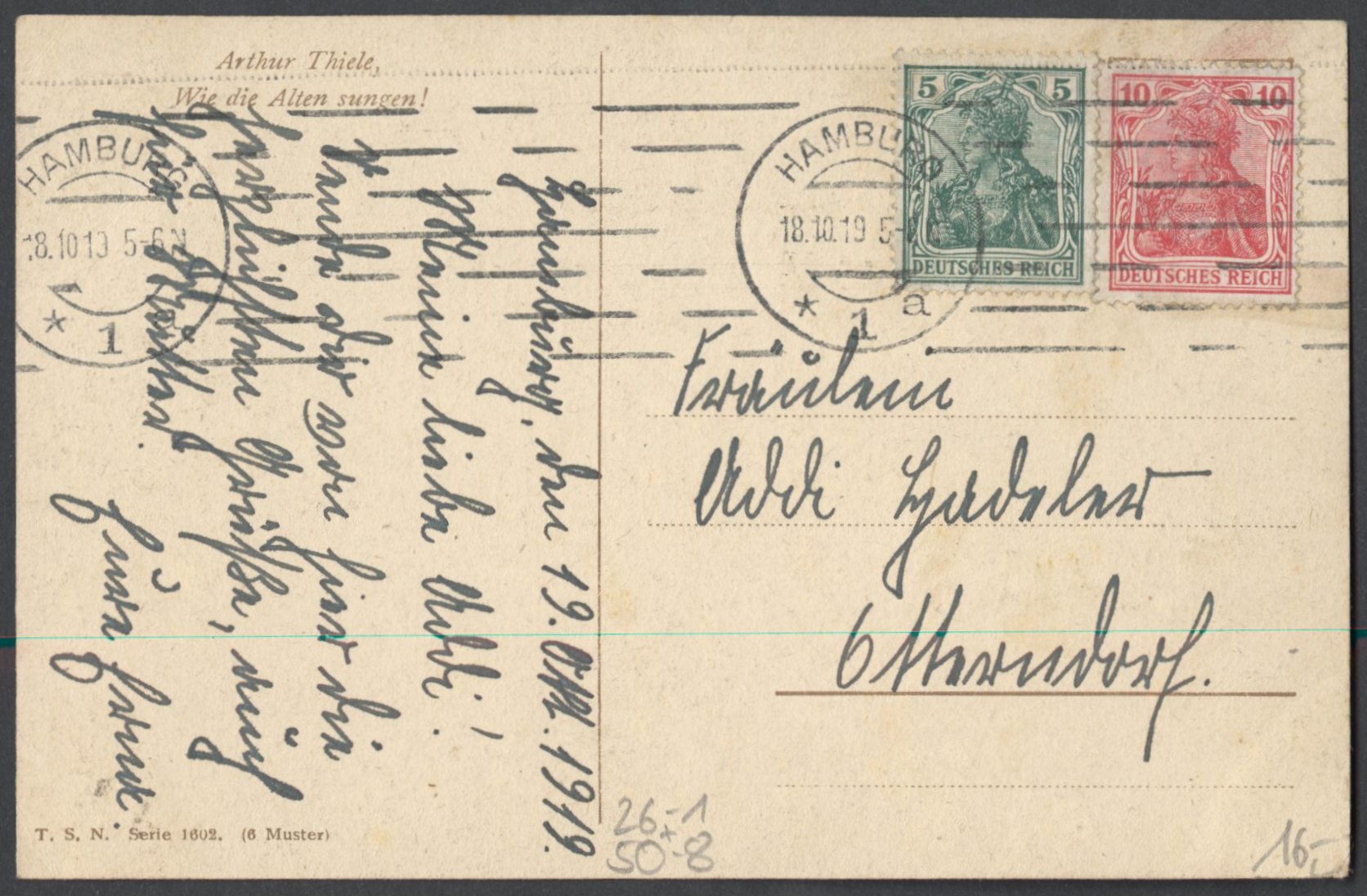
Revers der Kunstpostkarte „Wie die Alten sungen!“, links unten „T. S. N. Serie 1602 (6 Muster)“

Auch Bild- und Kunstpostkarten gab es in vielen Varianten bei Stroefer. Die Abkürzung seiner fortlaufend nummerierten Serien von Bildpostkarten sowie fortlaufend nummerierten Motive lautete T. S. N. (Theo. Stroefer Nürnberg); beispielsweise „T. S. N. Serie VII, Nummer 5488“.
Zu den im Bereich Künstlerpostkarten vertretenen Künstlern zählten Nathaniel Sichel, Raphael Kirchner, Alexander Kircher und Arthur Thiele.

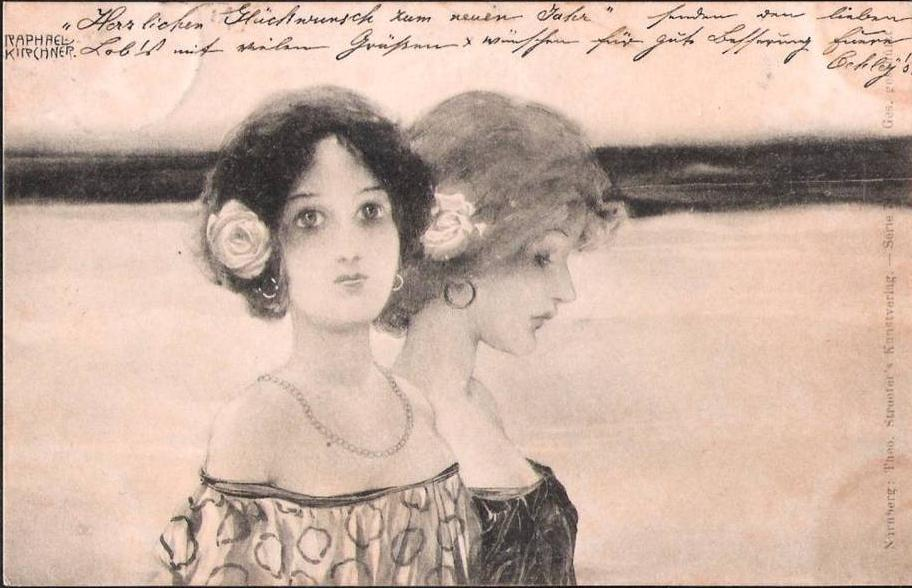
Raphael Kirchner (1900)
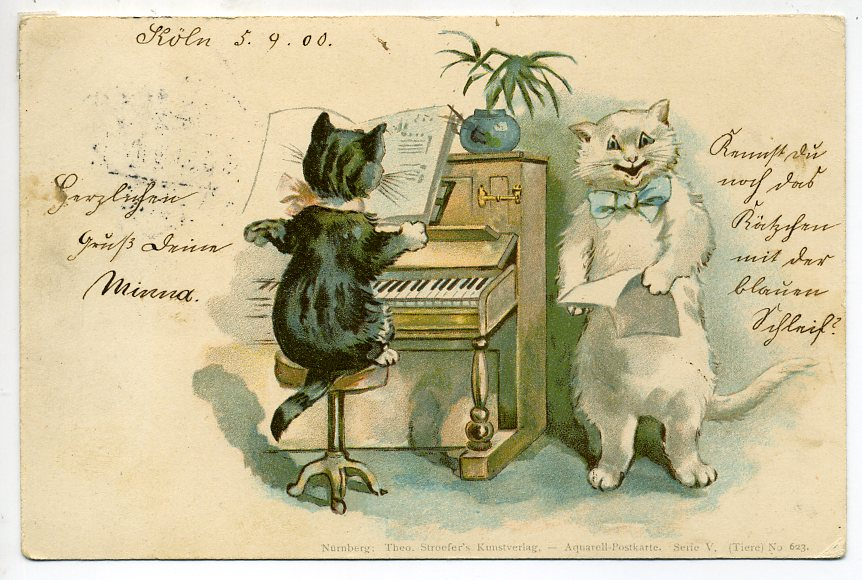
Serie V-1
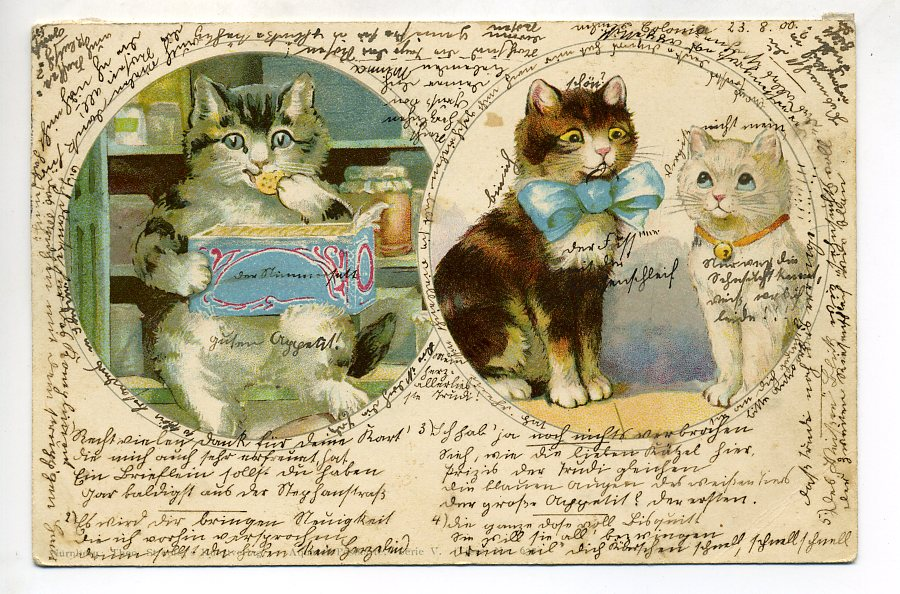
Serie V-2

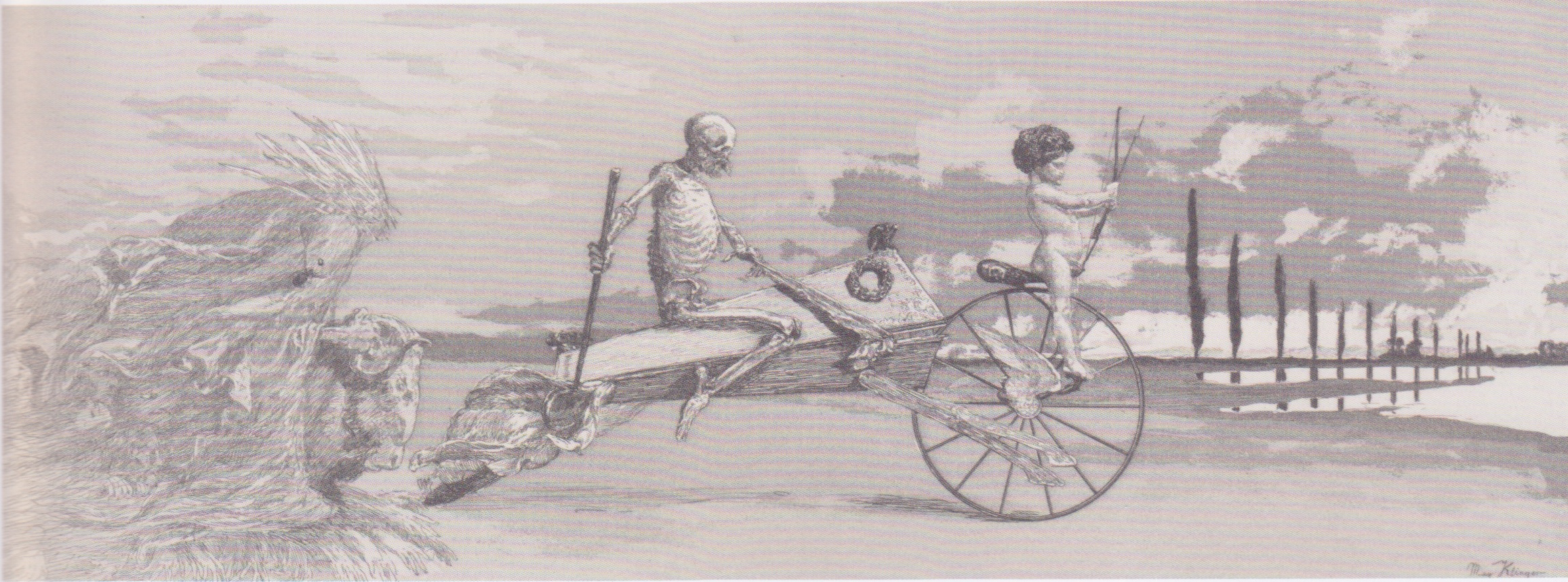
Amor, Tod und Jenseits aus Max Klingers Intermezzi (Opus IV)

Und schließlich war Stroefer der erste Verleger der Radierzyklen von Max Klinger. 1881 erschienen bei ihm Klingers Intermezzi (Opus IV).
Nach Theodor Stroefers Tod übernahm sein Sohn August Stroefer (* 1882; † 5. Oktober 1945) das Unternehmen, das 1939 an den Maxtorgraben 3a umzog. Die Geschäftsräume und das Verlagsarchiv wurden am Ende des Zweiten Weltkriegs völlig zerstört. Der Kunstverlag wurde 1958 aus dem Handelsregister gestrichen.

## Kunstsammlung
Um 1870 begann Stroefer mit der Sammlung von Kunstgewerbe, Gemälden und Skulpturen. Der Großteil der Kunstwerke wurde in den letzten drei Jahrzehnten des 19. Jahrhunderts erworben, aber erst der Erste Weltkrieg setzte dem weiteren Ausbau der Sammlung ein Ende. Nach Stroefers Tod blieb die Sammlung als Familienbesitz – nur wenigen Kennern bekannt – in seinem Nürnberger Haus zunächst geschlossen erhalten. Spitzenstücke waren dabei niederländische Gemälde aus dem Goldenen Zeitalter von Malern wie Frans Hals, Jan Steen, Adriaen Brouwer, Rembrandt und Ruisdael. Im Jahr 1937 kam sie in zwei Abteilungen zur Auktion: Kunstgewerbe versteigerte das Münchner Auktionshaus Adolf Weinmüller vom 21. bis 23. Oktober 1937, die Gemälde und Plastiken Julius Böhler am 28. Oktober 1937.

## Nachlassauktionen
- Julius Böhler (Hrsg.): Sammlung Theodor Stroefer, Nürnberg: [freiwillige Versteigerung der alten Gemälde und Plastiken der Sammlung Theodor Stroefer, Nürnberg durch Julius Böhler … 28. Oktober 1937]. Europeana, abgerufen am 2. Juni 2012.
- Münchener Kunstversteigerungshaus Adolf Weinmüller (Hrsg.): Sammlung Theodor Stroefer, Nürnberg: altes Kunstgewerbe (Katalog Nr. 10). Europeana, abgerufen am 2. Juni 2012.